# Asterix & Obelix contro Cesare
Asterix & Obelix contro Cesare (Astérix & Obélix contre César) è un film del 1999 diretto da Claude Zidi.
È il primo di cinque film live action ispirati ai fumetti di René Goscinny e Albert Uderzo, a cui seguiranno Asterix & Obelix - Missione Cleopatra, Asterix alle Olimpiadi, Asterix & Obelix al servizio di Sua Maestà e Asterix & Obelix - Il regno di mezzo. Il film all'epoca fu attestato come il più costoso mai realizzato in Europa, anche a causa delle 1500 comparse assunte e ai numerosi effetti speciali.

## Trama
Nel 50 a.C., la Gallia viene occupata dalle truppe di Giulio Cesare. Gli unici a resistere all'invasione sono gli indomabili abitanti di un piccolo villaggio in Armorica, nella penisola della Bretagna: organizzatisi per respingere l'invasore romano, questi galli sono principalmente guidati da Asterix e Obelix, e si rivelano invincibili per la forza sovrumana conferita loro da una pozione magica preparata dal loro druido Panoramix. Caius Bonus, centurione dell'accampamento di Petibonum, nei pressi del villaggio, cerca in tutti i modi di sconfiggere gli irriducibili galli, ma i suoi piani vengono puntualmente sventati, molto spesso per mano proprio di Asterix e Obelix.
Un giorno, all'accampamento di Petibonum, giunge l'esattore delle tasse di Cesare con un gigantesco forziere. Un lavoratore dell'accampamento di nome Prolix, desideroso di impossessarsi del forziere e comprendendo che l'esattore si sarebbe recato al villaggio gallico il giorno dopo, decide di andare con i suoi due uomini al villaggio la notte stessa, fingendo di essere un indovino per ricevere ospitalità. Qui Prolix predice ai galli il ritrovamento di un tesoro, attorno al quale ci sarebbero stati molti Romani. Il giorno dopo giunge al villaggio l'esattore delle tasse di Cesare, le cui truppe vengono però malmenate da Asterix e Obelix; i Galli rubano le monete dell'esattore ma Asterix avverte loro, invano, che il tesoro avrebbe portato solo sciagura perché avrebbe attirato l'esercito di Cesare. Quella sera, a scopo di riconciliazione fra Prolix e Asterix (il secondo odiava il primo e lo accusava di essere un ciarlatano), il falso indovino decide di mangiare con l'eroe gallico l'omelette dell'amicizia. In realtà nella frittata vi sono dei funghi allucinogeni, e Prolix finge di mangiarla; quindi ipnotizza Asterix, convincendolo che Obelix sia Cesare, il suo peggior nemico. Approfittando del fatto che Asterix inizia ad attaccare Obelix, Prolix crea scompiglio nel villaggio; quando Asterix finalmente si riprende, Prolix è già fuggito col tesoro.
Due giorni dopo il druido Panoramix va al raduno dei druidi, ignaro che Detritus, uno dei governatori di Cesare, si è intrufolato nel raduno per rubare la pozione, che userà per spodestare Cesare e regnare su Roma. Il romano riesce nell'impresa e rapisce il druido, ma intanto l'imperatore, udendo del tradimento di Detritus lo fa arrestare. Il romano però si allea con Obelix (introdottosi nell'accampamento come Obelus, legionario romano che aveva fatto prigioniero Asterix, anche se i due volevano solo liberare Panoramix), rovesciando la situazione, e fa prigioniero Cesare; quindi costringe il druido a dargli la pozione, assume il comando dell'esercito, nomina Obelix centurione e quella stessa sera fa sottoporre Asterix a dei "giochi di sopravvivenza". Il gallo li supera tutti tranne l'ultimo, nel quale sopravvive solo grazie a Obelix che ode la sua richiesta d'aiuto. Asterix, Obelix e Panoramix così si liberano e tornano al villaggio insieme a Cesare. Quando i Romani, muniti di pozione magica, accerchiano il villaggio gallico, Cesare offre al capovillaggio Abraracourcix un trattato di pace se lo aiutano a fermare Detritus. Asterix e Obelix bevono dunque una nuova pozione magica, preparata con latte di unicorno bicefalo, e si sdoppiano più volte, raggiungendo il giusto numero per sconfiggere i romani guidati da Detritus, il quale viene arrestato.
Come promesso, Cesare concede ai Galli la libertà, i quali festeggiano anche se Obelix deve rinunciare all'amata Falbalà. Il film si chiude con il festeggiamento del compleanno di Obelix, la cui "torta" è fatta da un gruppo di Romani con candele sulla testa.

## Produzione
Per la realizzazione della pellicola vennero sfruttati vari luoghi distribuiti fra la Bretagna, Monaco di Baviera e Durness.

## Videogioco
Nel 2000, è stato pubblicato un gioco omonimo e ispirato al film, sviluppato dalla Tek 5 e pubblicato dalla Cryo Interactive per PlayStation e PC.

## La saga cinematografica di Asterix e Obelix
- Asterix & Obelix - Missione Cleopatra (2002)
- Asterix alle Olimpiadi (2008)
- Asterix & Obelix al servizio di Sua Maestà (2012)
- Asterix & Obelix - Il regno di mezzo (2023)